# كولن راسموسن
كولن راسموسن (بالإنجليزية: Colin Rasmussen)‏ هو لاعب دوري الرغبي أسترالي، ولد في 1947، وتوفي في 13 مارس 1997 في Sutherland, New South Wales ‏ في أستراليا.